# Чёрная ворона
Чёрная воро́на (лат. Corvus corone) — птица из рода во́ронов.

## Классификация
Чёрная ворона — один из многих видов, первоначально описанных Карлом Линнеем в восемнадцатом веке в работе «Systema Naturae», до сих пор сохранивший своё первоначальное название Corvus corone. Двойное название происходит от лат. corvus «ворон» и др.-греч. κορώνη «ворона».
Как и с подвидами серой вороны, у вида чёрных ворон имеется деление на самостоятельные подвиды. При этом остаётся дискуссионным вопрос о том, насколько сильно популяция чёрных ворон, живущих в восточной части Евразии (orientalis), отличается от живущих в Западной Европе, чтобы дать право говорить об отдельном виде. Отличия довольно значительны, и было высказано предположение, что они могли развиться независимо друг от друга во влажных приморских районах в противоположных концах континента Евразии.

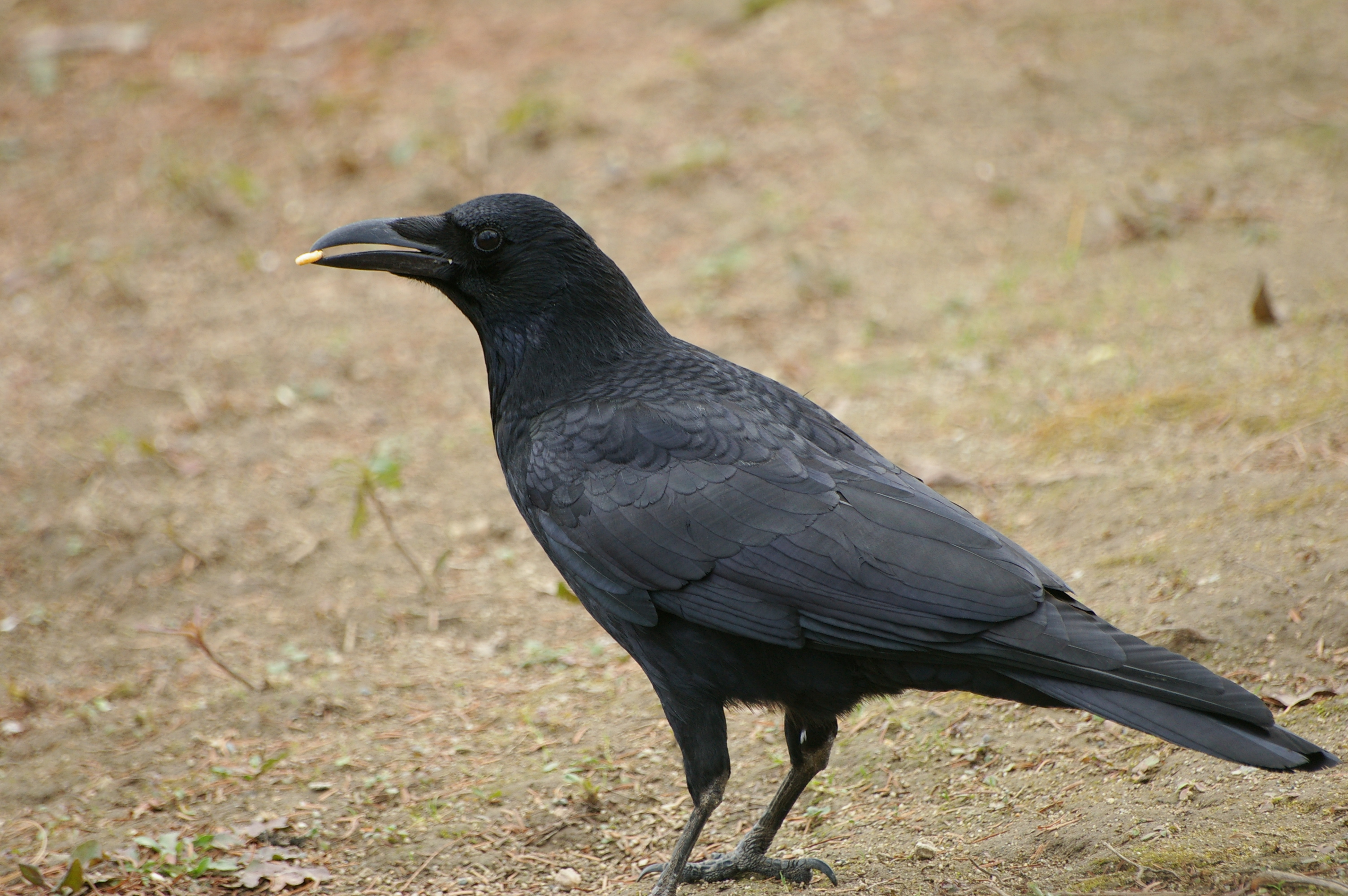
Corvus corone orientalis

Иногда чёрную и серую ворону рассматривают как подвиды одного вида — в этом случае чёрную ворону называют Corvus corone corone, а серую — Corvus corone cornix. Дальневосточную чёрную ворону иногда рассматривают как отдельный вид Corvus orientalis, а за европейской чёрной вороной оставляют латинское название Corvus corone.
Международный союз орнитологов выделяет 2 подвида:
- Corvus corone corone — обыкновенная чёрная ворона,
- Corvus corone orientalis — восточная чёрная ворона,

Остальные подвиды ученые включают в вид Corvus cornix
- Corvus cornix cornix — обыкновенная серая ворона,
- Corvus cornix sharpii — восточная серая ворона,
- Corvus cornix cappella — встречается в Месопотамии и Южном Ираке.

## Описание

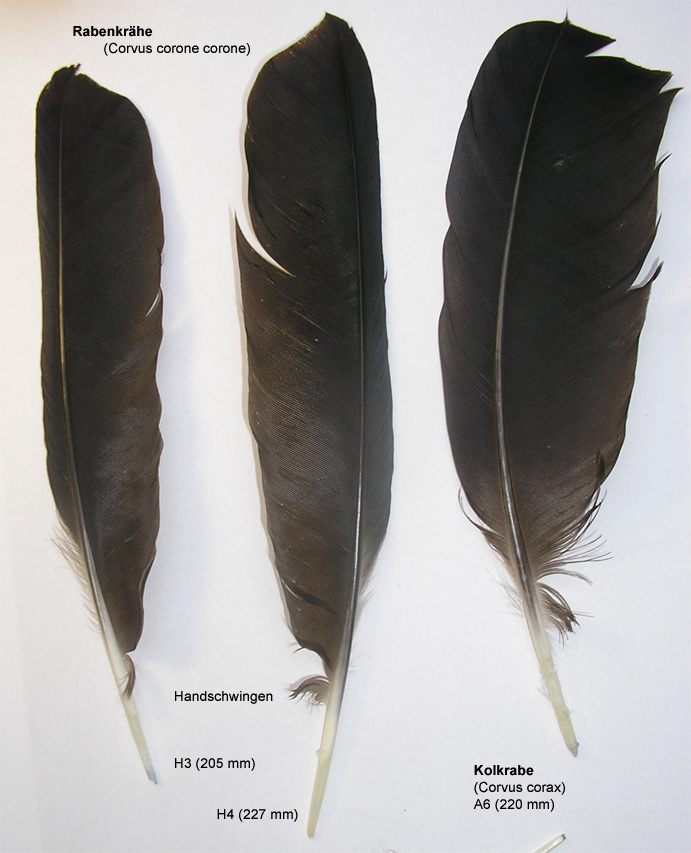
Виды перьев

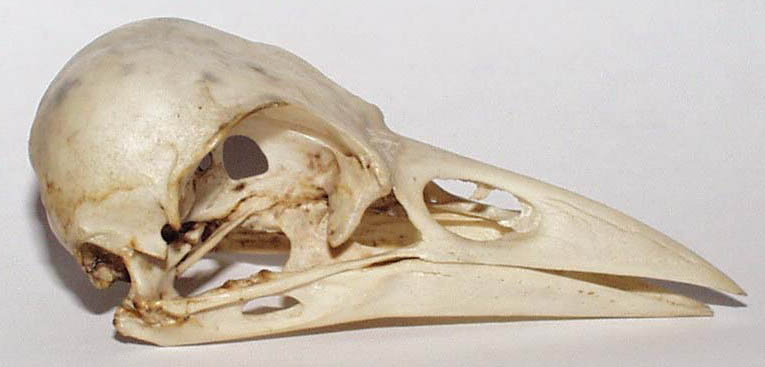
Череп чёрной вороны

Оперение чёрной вороны чёрное с зелёными или фиолетовыми отблесками, гораздо зеленее, чем блеск оперения грача. Клюв, ноги и стопы тоже чёрные. Чёрные вороны отличаются от обыкновенного ворона размером (48—52 см в длину) и от серой вороны своим чёрным оперением, но их часто путают с грачом. Клюв вороны крупнее, поэтому выглядит короче, кроме того, у взрослых грачей ноздри голые, тогда как ноздри чёрной вороны покрыты щетинковидными перьями в любом возрасте.
Отличие вороны от ворона: ворон значительно крупнее, длина хвоста у вороны короче, чем у ворона. В полёте, если смотреть снизу, разница кажется почти в 2-3 раза.
Отличие серой вороны от чёрной вороны: цвет.
Отличие чёрной вороны от грача:
1. клюв (у грача светлый);
2. форма тела (чёрная ворона выглядит как серая ворона).

Зимой и летом одна и та же птица выглядит немного по-разному из-за «подшёрстка». Чёрный цвет позволяет птицам жить в более холодных условиях.

## Среда обитания

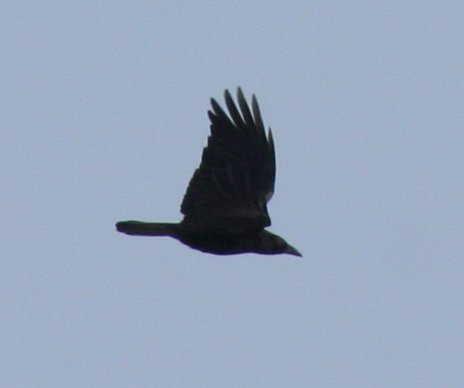
В полёте

Этот вид гнездится в Западной и Центральной Европе, вместе с родственными подвидами популяции восточных чёрных ворон (orientalis) (50—56 см в длину), которые встречаются в Восточной Азии. Считают, что разделение этих двух подвидов произошло во время конца ледникового периода и тесно связано с серыми воронами (в настоящее время выделен в отдельный вид), которые заполнили видовой разрыв между этими двумя подвидами. Изобилие гибридов находится на границе между этими двумя формами, указывая на их близкое генетическое родство. Это является примером перипатрического видообразования — модели, описанной Эрнстом Майром. Ряд гибридов этих двух видов появляется на северо-западе.
В России чёрная ворона живёт в Восточной Сибири и на Дальнем Востоке и Южном Урале.

## Поведение

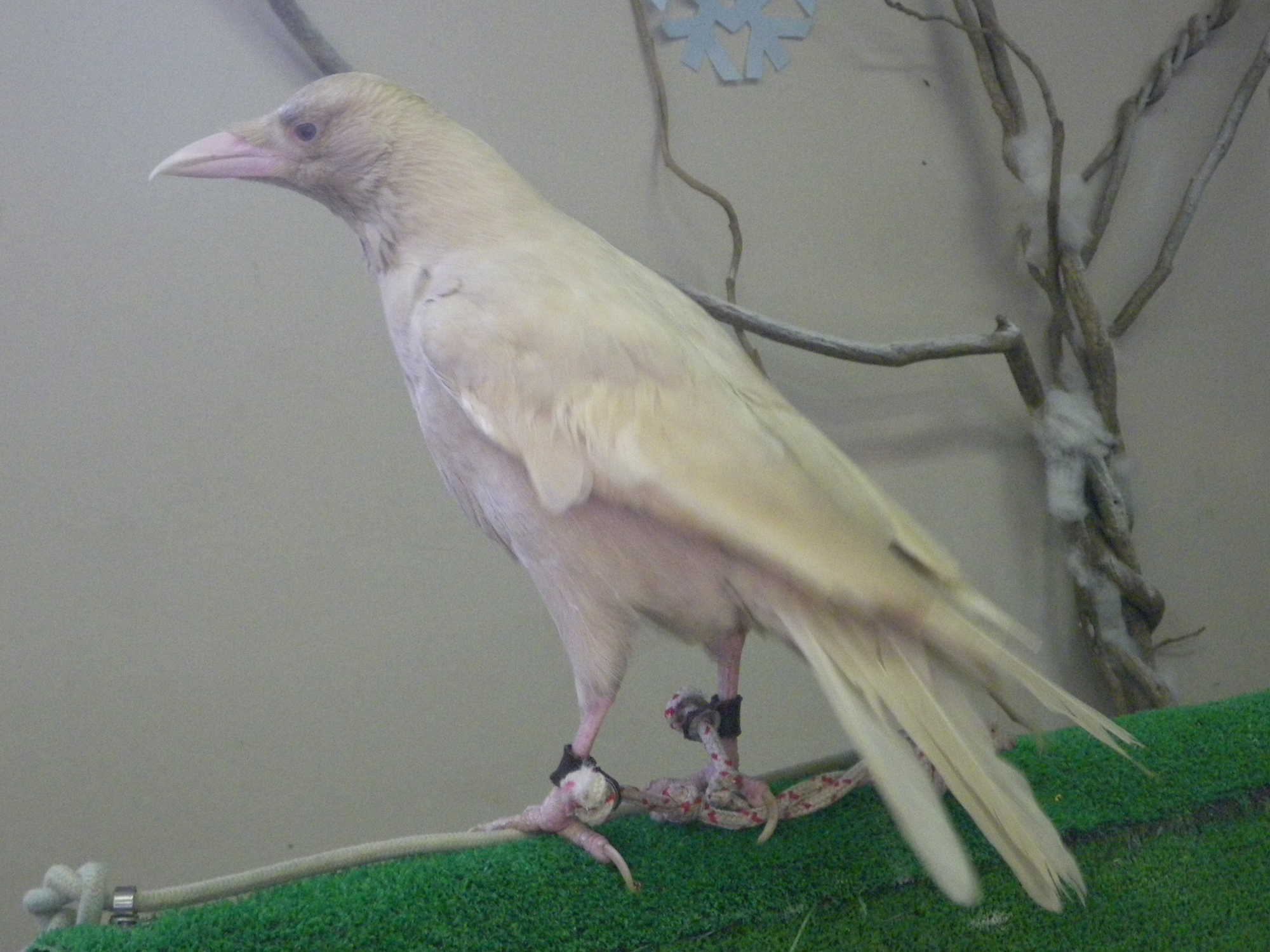
Альбинос

Грачи, как правило, живут стаями, а вороны — поодиночке, но иногда грачи вьют гнёзда на отдельных от стаи деревьях, и тогда вороны могут кормиться с грачами в одном ареале, кроме того, вороны зимой нередко собираются в группы и используют грачиные гнёзда. Отличительной особенностью ворон является голос. Грач издаёт пронзительный кааа, а гортанный голос у вороны почти не резонирующий, с более глубоким, хриплым карканьем краа, что отличает его от любой ноты, издаваемой грачом.
Чёрная ворона — птица довольно шумная, взгромоздясь на вершине дерева, она кричит три или четыре раза подряд, делая небольшие паузы между каждым новым циклом карканья. Взмахи крыльями происходят медленнее и более размеренно, в отличие от грачей.

## Питание
Несмотря на то, что вороны поедают падаль всех видов животных, они не откажутся и от насекомых, червей, зёрен, мелких млекопитающих и отходов, а также не преминут украсть и яйца. Вороны — падальщики по своей природе, поэтому они склонны к частому посещению людских жилищ, чтобы кормиться бытовыми отходами. Вороны также преследуют хищных птиц и даже лисиц ради их добычи. Вороны активно охотятся, а иногда и объединяются с другими воронами, чтобы поймать добычу.

## Гнездование

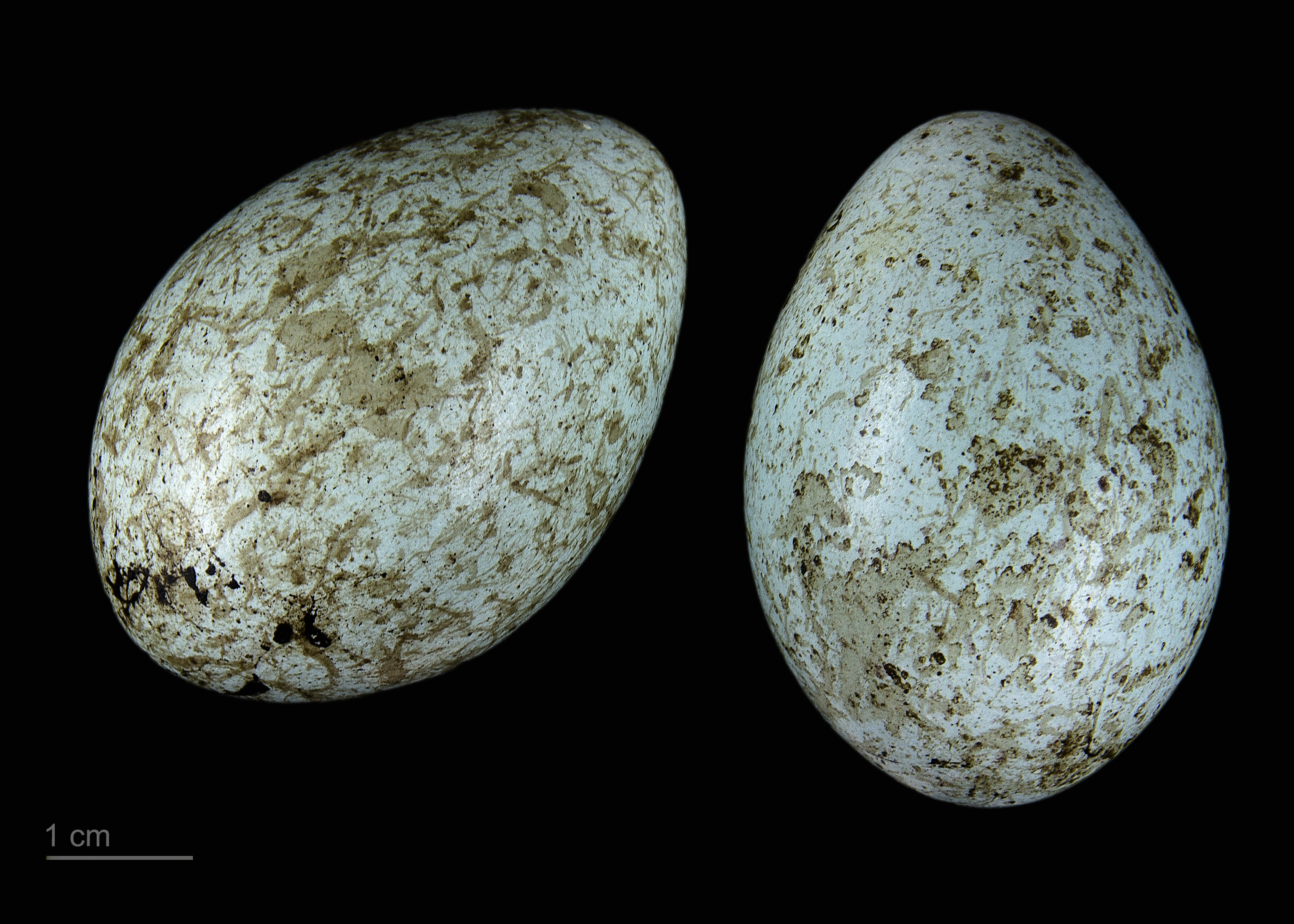
Яйца Corvus corone corone — Тулузский музей

Большое гнездо из веточек, как правило, расположено на высоком дереве, но также выступ обвала, старые здания и столбы могут быть неплохим местом для гнезда. Иногда гнёзда находятся на земле или вблизи неё. По внешнему виду гнездо напоминает гнездо обыкновенного во́рона, однако оно менее громоздкое. Самка, которую кормит самец, одна, в течение 17—19 дней, высиживает 4—6 яиц, голубых или зеленоватых, в коричневую крапинку. Оперение у птенцов появляется по прошествии 32—36 дней.
Нередко потомство прошлых лет остаётся и помогает растить молодняк. Вместо того чтобы искать пару, они добывают пищу и помогают родителям кормить птенцов.